# Lätt lastbil

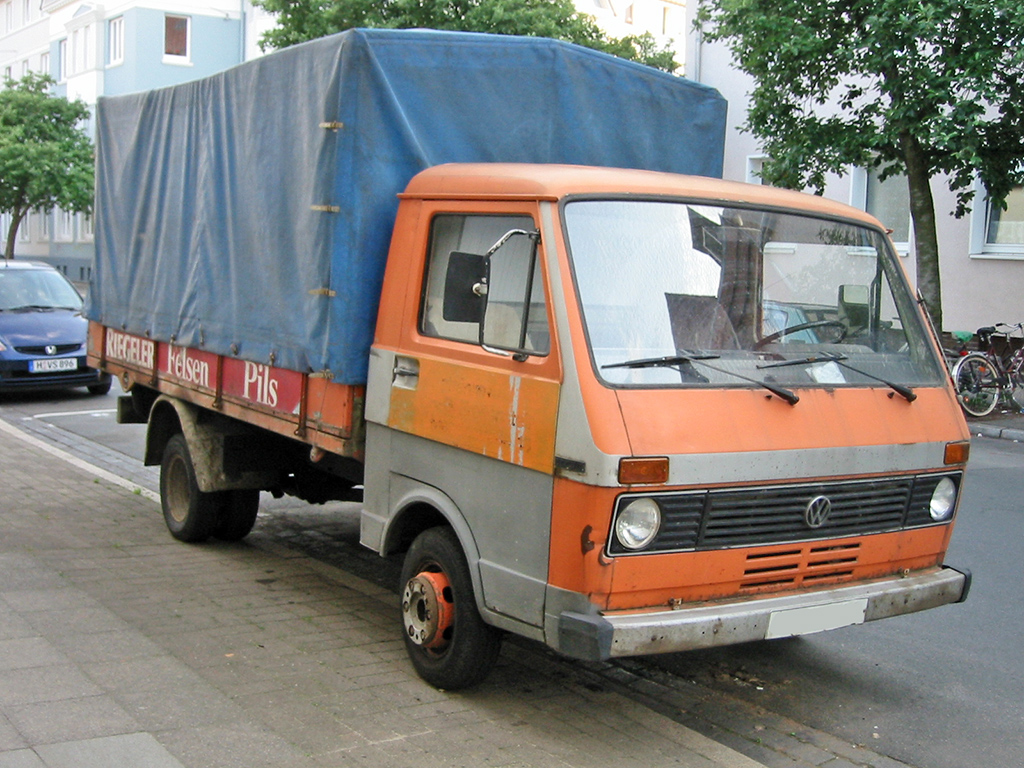
Volkswagen LT

Lätt lastbil är en svensk fordonsklass. För att få registreras som lätt lastbil ska en bil ha en totalvikt av max 3 500 kg, främst vara avsedd för godsbefordran och inte vara att anse som personbil eller buss. Lätt lastbil får köras på vanligt körkort med B-behörighet. Vanligt förekommande modeller av lätta lastbilar med skåp är paket-distributionsbilar från post- och kurirföretag och liknande. 
Den amerikanska motsvarigheten till lätt lastbil är annorlunda; i USA definieras en lastbil som light truck om den har en maxlast understigande 4 000 pound (cirka 1 800 kg).

## Bilder

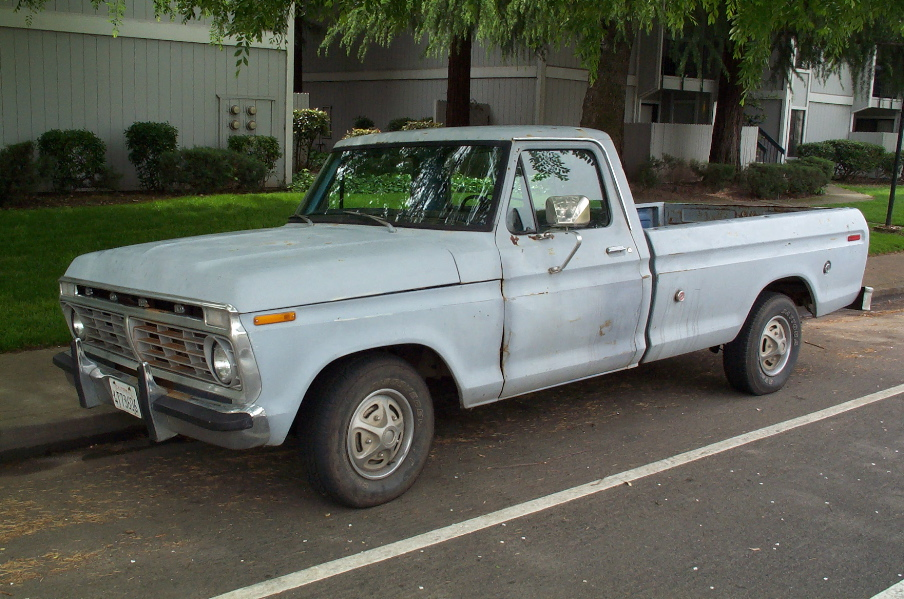
Ford pick-up.